# Błędowice
Błędowice (czes. Bludovice, niem. Bludowitz) – część miasta Hawierzowa w kraju morawsko-śląskim, w powiecie Karwina w Czechach, nad rzeką Łucyną. Wraz z Podlesiem i Żywocicami współtworzy gminę katastralną Bludovice. W 2009 r. liczba mieszkańców wynosiła 2566, zaś w 2010 odnotowano 850 adresów.
Przed znalezieniem się w granicach Hawierzowa w 1960 r. miejscowość nosiła nazwę Błędowice Dolne (cz. Dolní Bludoviceⓘ, niem. Nieder Bludowitz).
W Błędowicach znajdują się  dwie szkoły podstawowe (polska i czeska), kościoły: luterański i rzymskokatolicki, trzy cmentarze.

## Historia
Miejscowość po raz pierwszy wzmiankowana w 1335 roku, w sprawozdaniu z poboru świętopietrza diecezji wrocławskiej na rzecz Watykanu sporządzonego przez nuncjusza papieskiego Galharda z Cahors wśród 10 parafii archiprezbiteratu w Cieszynie jako Bluda. Miejscowa parafia katolicka pw. św. Małgorzaty musiała więc powstać przed 1335, sama miejscowość być może przed okolicznymi miejscowościami wymienionymi w Liber fundationis episcopatus Vratislaviensis z około 1305, jako że dokument ten nie wymienił większości najstarszych miejscowości kasztelani cieszyńskiej. Pierwsza wzmianka w postaci Bluda jest także rzadkim przypadkiem przed wprowadzeniem języka czeskiego w Księstwie Cieszyńskim (1431 rok), nazwy wykazującej czeską formę fonetyczną, tj. u w miejscu później zaświadczonej polskiej samogłoski nosowej (ę: Blandowicze – 1425, Blendowicze – 1592, Blendowice – 1652). Późniejsza forma nazwy z końcówką patronimiczną -owice wywodzi się od imienia Błąd, choć możliwe jest to forma po adaptacji imienia pierwotnego założyciela wsi, jako którego podaje się czasem w źródłach osobę imieniem Bluda z Jiczyna, wzmiankowanego w 1297 jako et fideles nostri comites de Vriburch Bludo; Bludone dicto de Hycin. Ród Bludoviców był już prawdopodobnie w pierwszej połowie XIII wieku właścicielem niedalekiej osady Paskov.
Wieś politycznie znajdowała się wówczas w granicach piastowskiego Księstwa Cieszyńskiego, będącego początkowo częścią Królestwa Polskiego, od 1327 lennem Królestwa Czech, a od 1526 roku w wyniku objęcia tronu czeskiego przez Habsburgów wraz z regionem aż do 1918 roku w monarchii Habsburgów (potocznie Austrii).
Parafia katolicka została ponownie wymieniona w podobnym spisie sporządzonym przez archidiakona opolskiego Mikołaja Wolffa w 1447 ponownie pod nazwą Bluda. W XV wieku funkcjonowała również zaadaptowana do języka niemieckiego forma nazwy Blaude.
W 1450 wzmiankowane są duas Blandowicze willas, a więc w XV wieku doszło do rozdzielenia wsi na część Dolną i Górną (Błędowice Górne).
Początkowo w średniowieczu właścicielami Dolnych i Górnych Błędowic byli Bludowscy herbu Kornic. W dokumencie z 1461 r. pojawia się już jednak Jan Bludowski z Błędowic Dolnych, który jest pierwszym przedstawicielem osobnej rodziny — Bludowskich. W 1528 Jan Bludowski (ten sam co w 1461 lub jego syn) otrzymał od Jana z Pernštejnu, regenta cieszyńskiego, potwierdzenie rodzinnych przywilejów w Dolnych Błędowicach, których wkrótce sprzedał.
Według austriackiego spisu ludności z 1910 roku Błędowice Dolne miały 2548 mieszkańców, z czego 2537 było zameldowanych na stałe, 2459 (96,9%) było polsko-, 45 (1,8%) niemiecko a 33 (1,3%) czeskojęzycznymi, 329 (12,9%) było katolikami, 2170 (85,2%) ewangelikami, 3 (0,1%) kalwinistami, 26 (1%) wyznawcami judaizmu, a 20 (0,8%) innej religii lub wyznania.
Po podziale Śląska Cieszyńskiego w 1920 r. miejscowość stała się częścią Czechosłowacji, zaś w październiku 1938 r. została wraz z Zaolziem zaanektowana przez Polskę, a w II wojnie światowej przez nazistowskie Niemcy. Po wojnie przywrócona Czechosłowacji. W 1947 r. na północ od miejscowości zaczęło powstawać nowe osiedle robotnicze, które w ciągu kilku następnych lat rozciągnęło się również na północny obszar Błędowic Dolnych. 18 grudnia 1951 r. z gminy Błędowice Dolne wydzielono 230 hektarów, które wraz z 61 ha wydzielonych z Szonowa i 53 ha z Szumbarku utworzyły teren nowego miasta Hawierzów. Reszta Błędowice Dolnych znalazła się w jego granicach w 1960 r. jako Błędowice.
Z miejscowością związani byli Wiesław Adam Berger, polski pisarz i Józef Kiedroń, polski inżynier i polityk.
W miejscowości ma siedzibę jeden z polskich zespołów folklorystycznych na Zaolziu – Zespół Regionalny Błędowice, założony w 1983 roku przez Dagmar Palarčík. Obecnie zespół tworzą 2 grupy taneczne (Mali Błędowianie, Zespół Regionalny Błędowice), grupa śpiewacza „Kamraci z kamratkami” i kapela „Kamraci”.

## Galeria

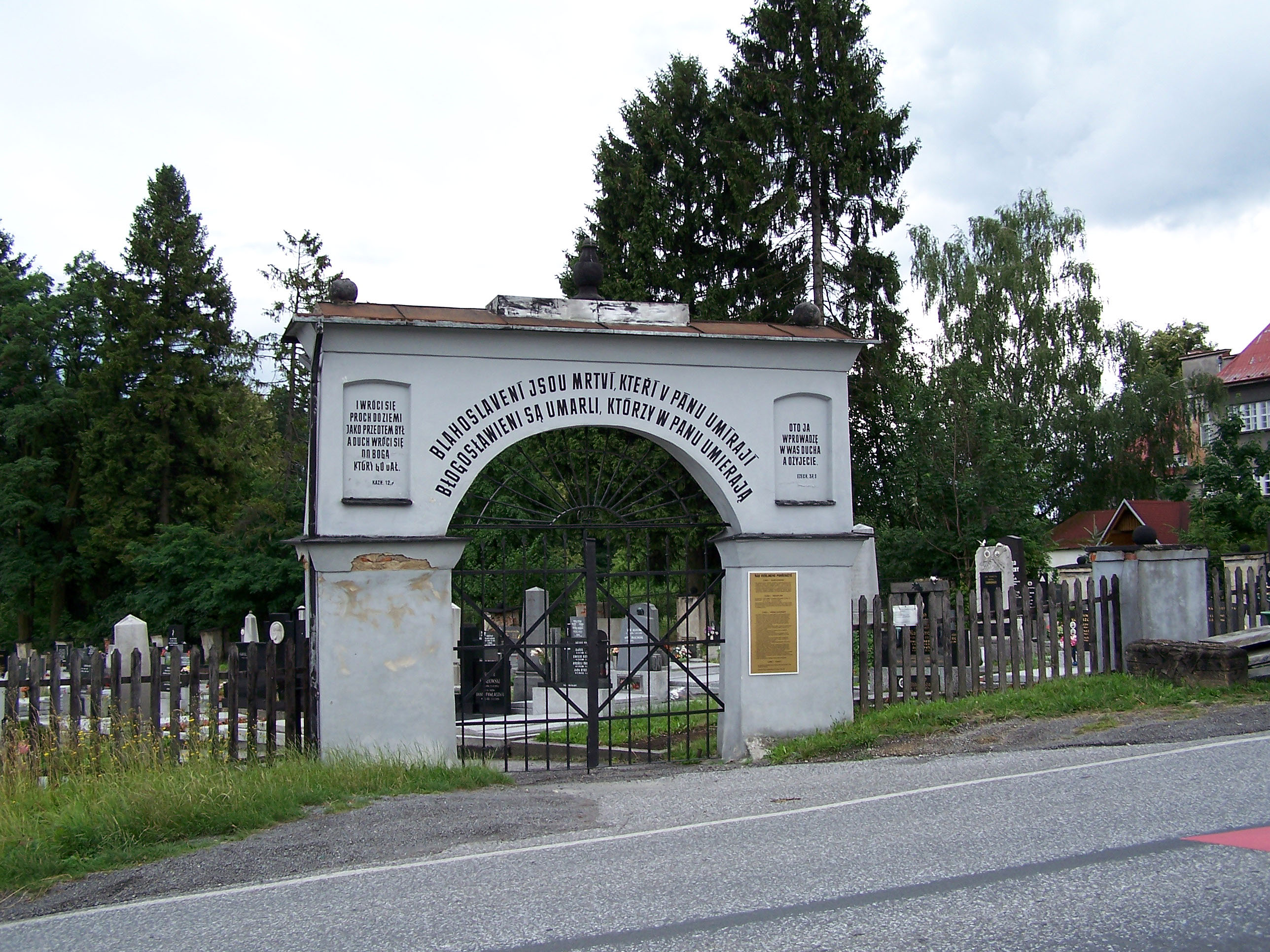
Brama wejściowa do starego cmentarza ewangelickiego
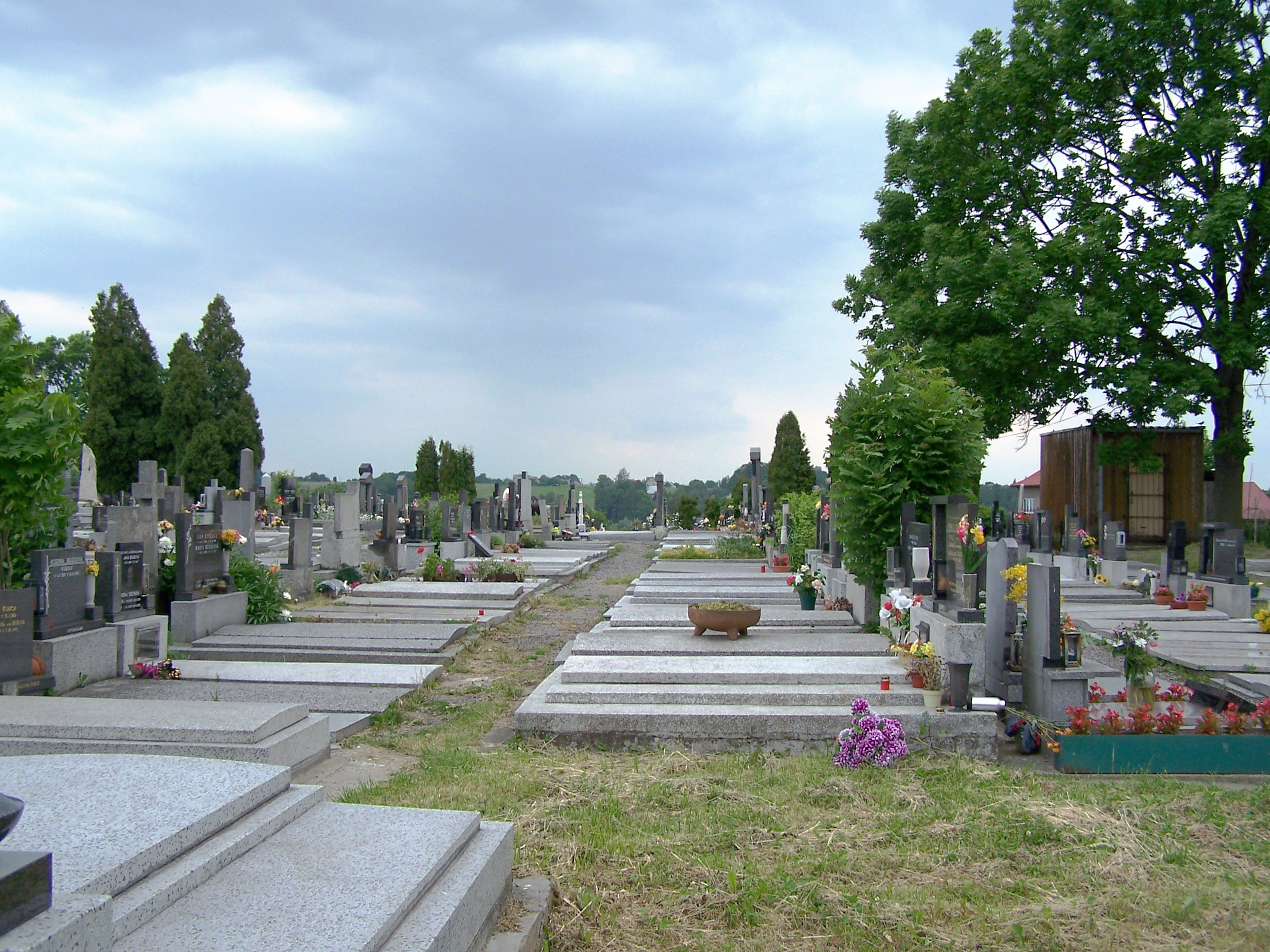
Nowy cmentarz ewangelicki
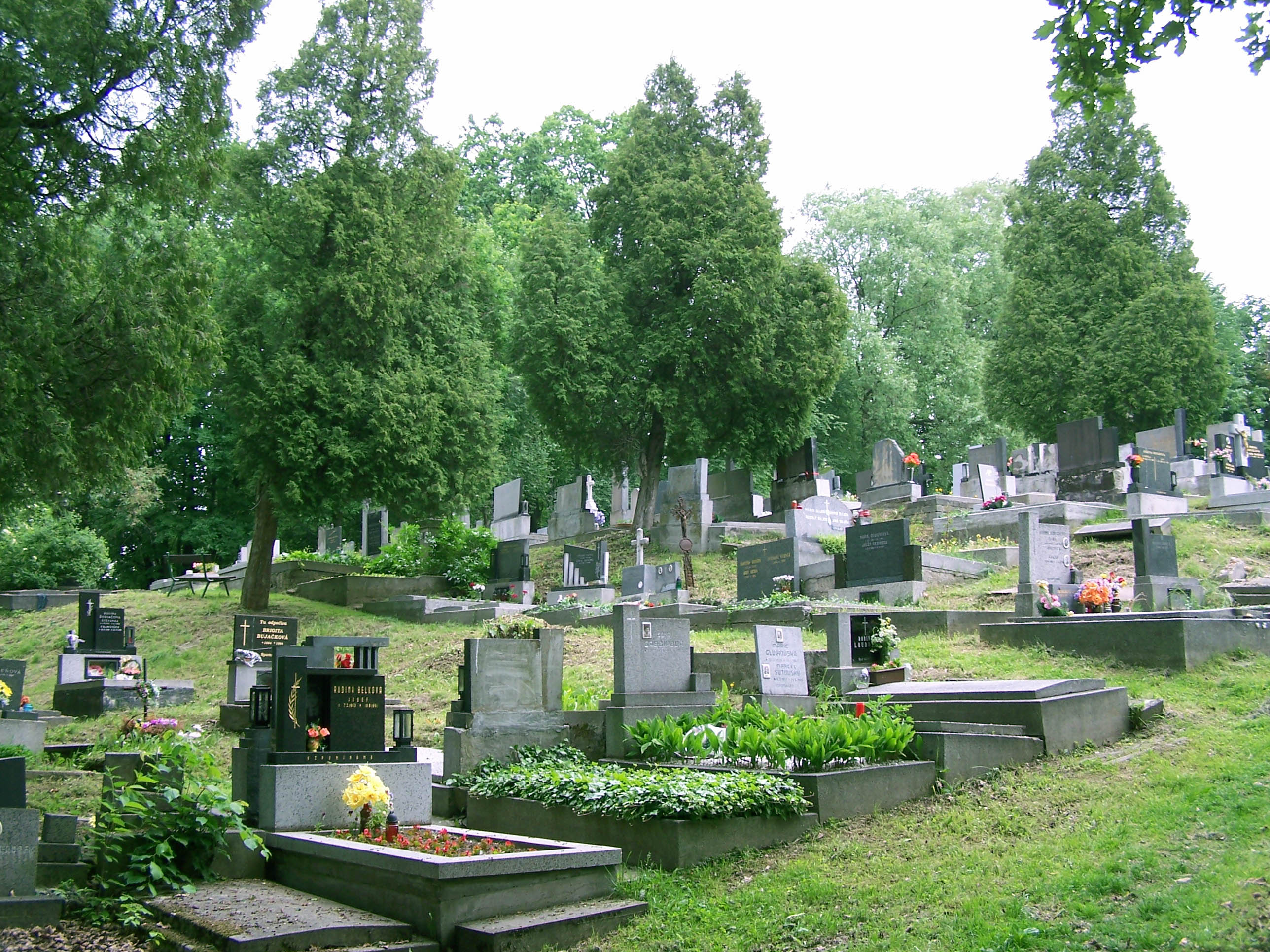
Cmentarz katolicki
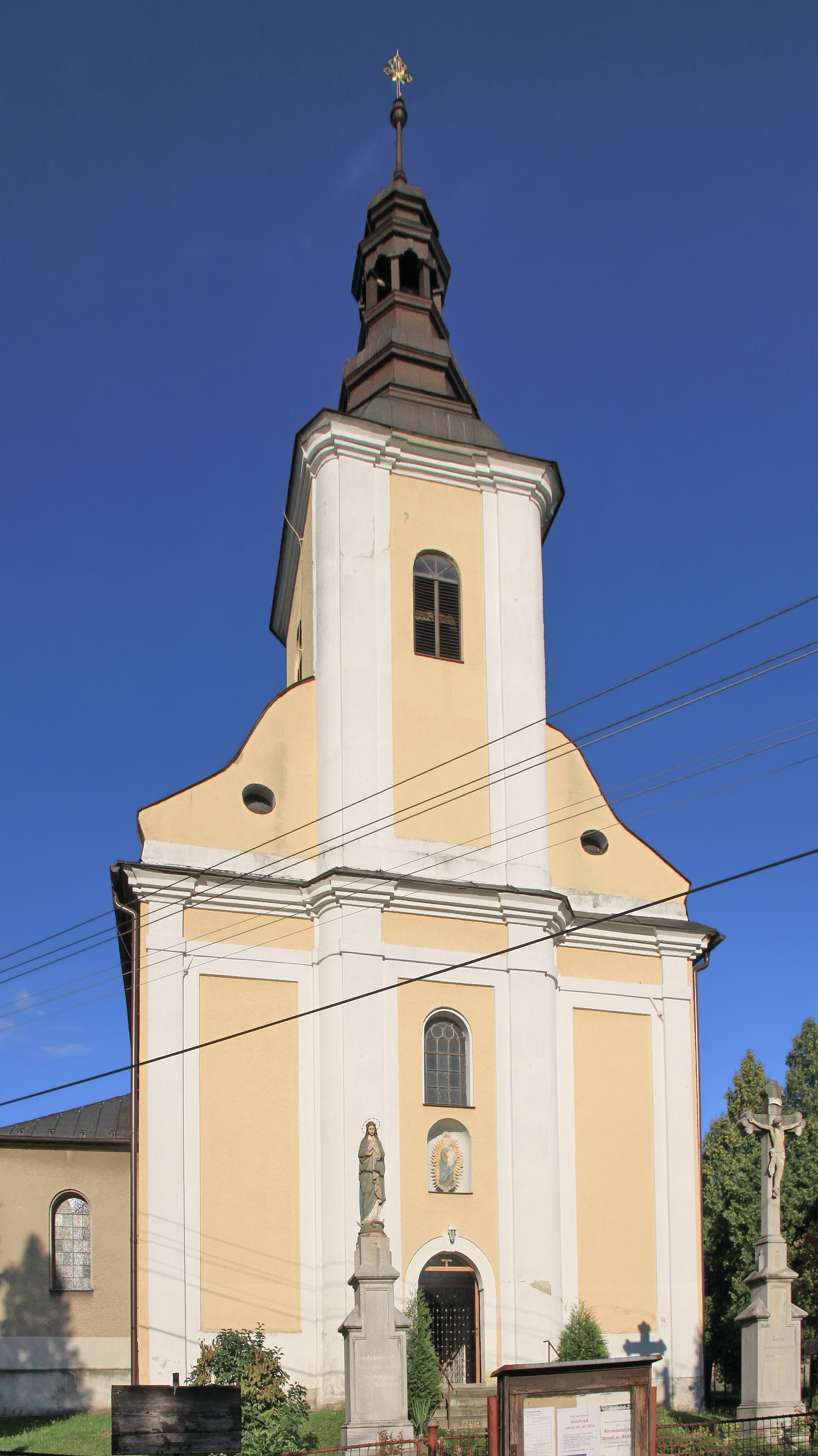
Kościół rzymskokatolicki pw. św. Małgorzaty
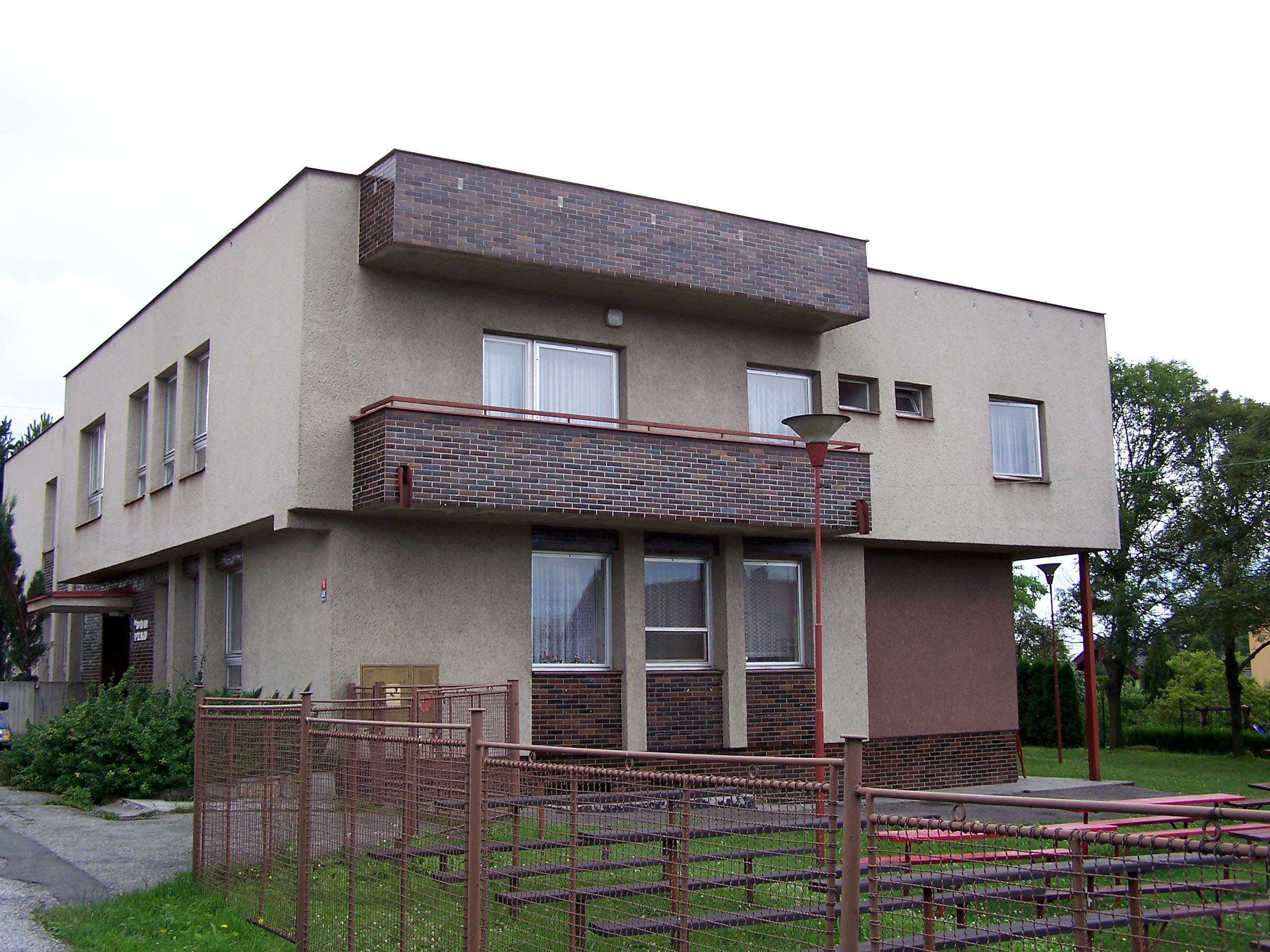
Dom PZKO
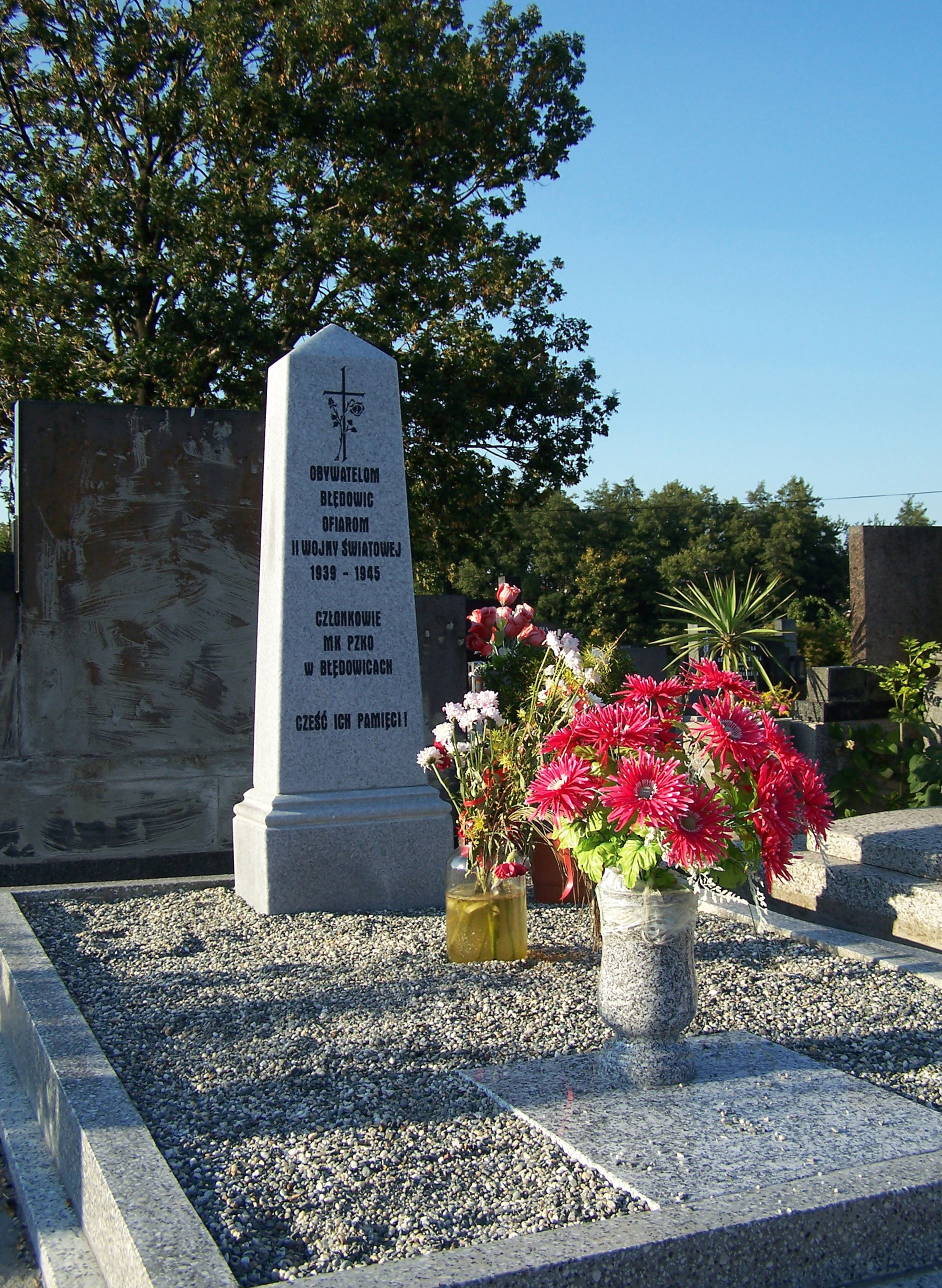
Pomnik ofiarom II wojny światowej, postawiony przez miejscowych działaczy PZKO
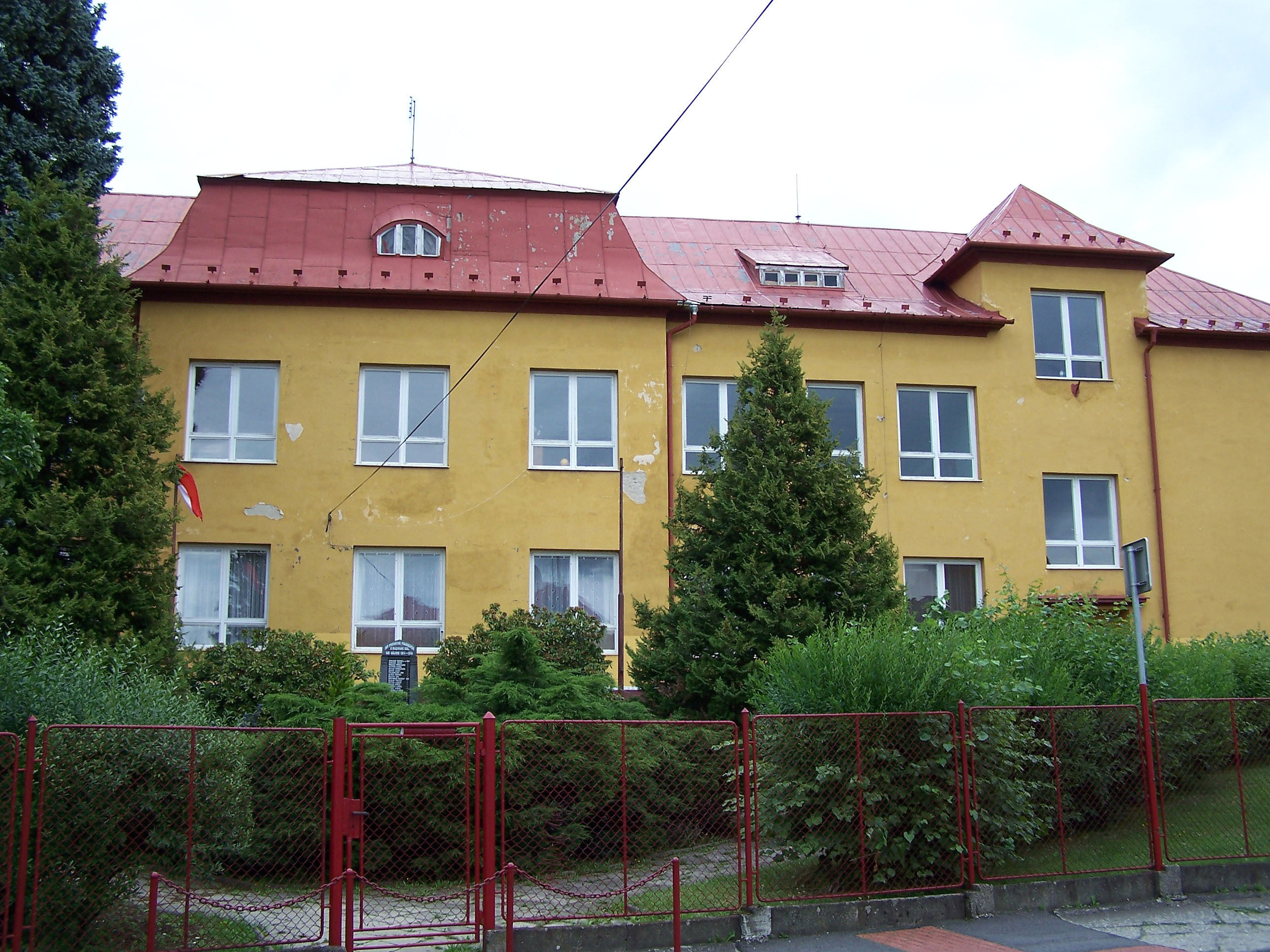
Polska szkoła podstawowa
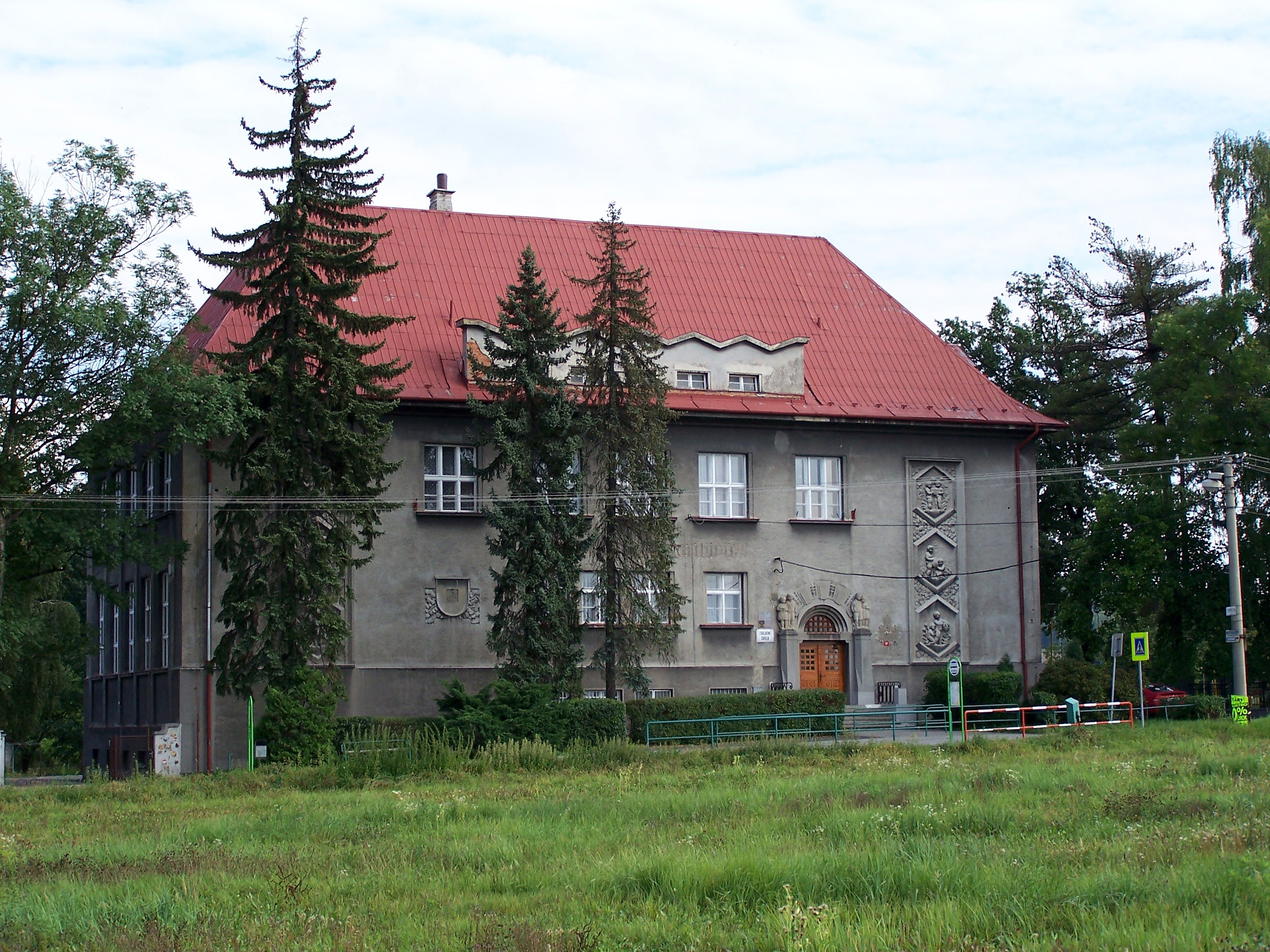
Czeska szkoła podstawowa
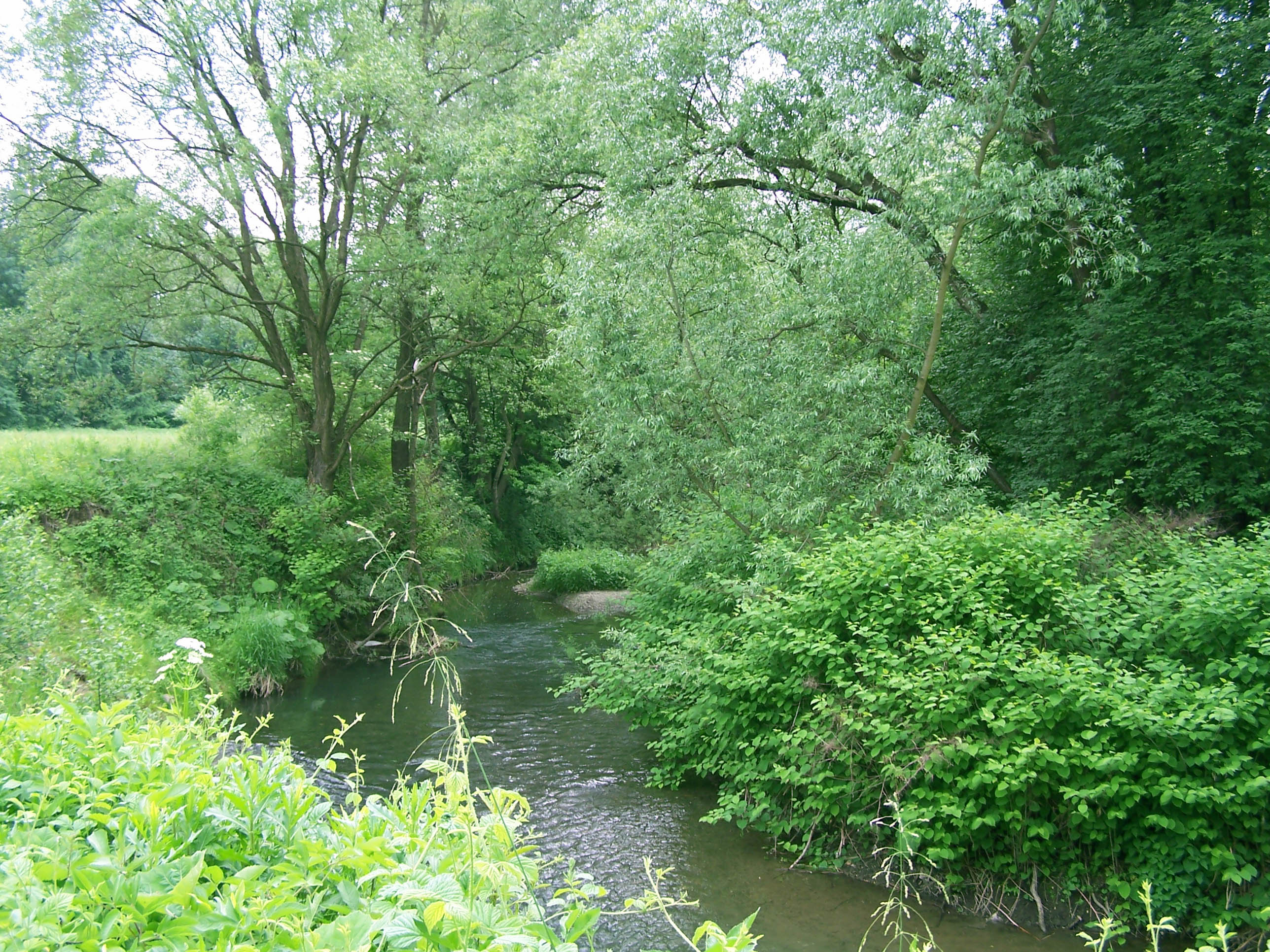
Rzeka Łucyna